# Mährisch-walachische Mundart

Die mährisch-walachische Mundart im Kontext der mährischen Dialekte

Die mährisch-walachische Mundart wird in Nordostmähren gesprochen und gehört zum tschechisch-westslowakischen Dialektkontinuum. Im Norden grenzt sie an die lachischen Mundarten (lašská nářečí) des Tschechischen, im Westen an die zentralmährischen Mundarten der Hanna und im Süden an die ostmährischen Mundarten der Mährischen Slowakei (Moravské Slovácko), denen sie am ähnlichsten ist. Im Norden des Sprachgebiets um Frenštát (Frankstadt) gibt es Übergangserscheinungen wie keine phonologische Länge oder sekundäre Palatalisation. Wie in anderen von der walachischen Kolonisation betroffenen Berggebieten enthält sie viele Karpatismen.